# دوري جرينلاند لكرة القدم 1988
دوري جرينلاند لكرة القدم 1988 هو موسم من دوري جرينلاند لكرة القدم. فاز فيه Kissaviarsuk-33 ‏.